# Daisen, Tottori
Daisen (大山町 Daisen-chō) là thị trấn thuộc huyện Saihaku, tỉnh Tottori, Nhật Bản. Tính đến ngày 1 tháng 10 năm 2020, dân số ước tính thị trấn là 15.370 và mật độ dân số là 81 người/km2. Tổng diện tích thị trấn là 189,83 km2.

## Địa lý

### Đô thị lân cận
- Tottori
  - Yonago
  - Kōfu
  - Hōki
  - Kotoura

### Khí hậu
| Dữ liệu khí hậu của Daisen, Tottori      | Dữ liệu khí hậu của Daisen, Tottori | Dữ liệu khí hậu của Daisen, Tottori | Dữ liệu khí hậu của Daisen, Tottori | Dữ liệu khí hậu của Daisen, Tottori | Dữ liệu khí hậu của Daisen, Tottori | Dữ liệu khí hậu của Daisen, Tottori | Dữ liệu khí hậu của Daisen, Tottori | Dữ liệu khí hậu của Daisen, Tottori | Dữ liệu khí hậu của Daisen, Tottori | Dữ liệu khí hậu của Daisen, Tottori | Dữ liệu khí hậu của Daisen, Tottori | Dữ liệu khí hậu của Daisen, Tottori | Dữ liệu khí hậu của Daisen, Tottori |
| Tháng                                    | 1                                   | 2                                   | 3                                   | 4                                   | 5                                   | 6                                   | 7                                   | 8                                   | 9                                   | 10                                  | 11                                  | 12                                  | Năm                                 |
| ---------------------------------------- | ----------------------------------- | ----------------------------------- | ----------------------------------- | ----------------------------------- | ----------------------------------- | ----------------------------------- | ----------------------------------- | ----------------------------------- | ----------------------------------- | ----------------------------------- | ----------------------------------- | ----------------------------------- | ----------------------------------- |
| Cao kỉ lục °C (°F)                       | 20.6 (69.1)                         | 23.9 (75.0)                         | 26.6 (79.9)                         | 31.0 (87.8)                         | 31.4 (88.5)                         | 34.6 (94.3)                         | 35.7 (96.3)                         | 37.2 (99.0)                         | 36.5 (97.7)                         | 32.7 (90.9)                         | 27.7 (81.9)                         | 24.6 (76.3)                         | 37.2 (99.0)                         |
| Trung bình ngày tối đa °C (°F)           | 8.2 (46.8)                          | 8.9 (48.0)                          | 12.1 (53.8)                         | 17.0 (62.6)                         | 21.5 (70.7)                         | 24.4 (75.9)                         | 28.5 (83.3)                         | 30.1 (86.2)                         | 26.2 (79.2)                         | 21.4 (70.5)                         | 16.4 (61.5)                         | 11.0 (51.8)                         | 18.8 (65.9)                         |
| Trung bình ngày °C (°F)                  | 5.0 (41.0)                          | 5.4 (41.7)                          | 8.0 (46.4)                          | 12.6 (54.7)                         | 17.1 (62.8)                         | 20.8 (69.4)                         | 25.1 (77.2)                         | 26.3 (79.3)                         | 22.6 (72.7)                         | 17.5 (63.5)                         | 12.5 (54.5)                         | 7.5 (45.5)                          | 15.0 (59.1)                         |
| Tối thiểu trung bình ngày °C (°F)        | 2.0 (35.6)                          | 1.8 (35.2)                          | 3.7 (38.7)                          | 7.8 (46.0)                          | 12.5 (54.5)                         | 17.4 (63.3)                         | 22.1 (71.8)                         | 22.9 (73.2)                         | 19.1 (66.4)                         | 13.6 (56.5)                         | 8.6 (47.5)                          | 4.2 (39.6)                          | 11.3 (52.4)                         |
| Thấp kỉ lục °C (°F)                      | −6.3 (20.7)                         | −7.6 (18.3)                         | −3.2 (26.2)                         | −0.9 (30.4)                         | 3.3 (37.9)                          | 8.6 (47.5)                          | 12.9 (55.2)                         | 15.5 (59.9)                         | 8.3 (46.9)                          | 4.7 (40.5)                          | 0.9 (33.6)                          | −3.6 (25.5)                         | −7.6 (18.3)                         |
| Lượng Giáng thủy trung bình mm (inches)  | 160.8 (6.33)                        | 113.8 (4.48)                        | 123.3 (4.85)                        | 100.2 (3.94)                        | 111.3 (4.38)                        | 157.1 (6.19)                        | 207.8 (8.18)                        | 143.0 (5.63)                        | 230.4 (9.07)                        | 136.4 (5.37)                        | 141.0 (5.55)                        | 176.6 (6.95)                        | 1.801,6 (70.93)                     |
| Số ngày giáng thủy trung bình (≥ 1.0 mm) | 18.7                                | 14.4                                | 13.7                                | 10.1                                | 9.5                                 | 10.6                                | 12.0                                | 10.0                                | 12.1                                | 10.9                                | 13.6                                | 18.0                                | 153.6                               |
| Số giờ nắng trung bình tháng             | 71.0                                | 89.1                                | 148.0                               | 189.2                               | 205.5                               | 160.8                               | 177.9                               | 214.9                               | 149.9                               | 152.5                               | 110.3                               | 78.6                                | 1.747,7                             |
| Nguồn: Cục Khí tượng Nhật Bản            |                                     |                                     |                                     |                                     |                                     |                                     |                                     |                                     |                                     |                                     |                                     |                                     |                                     |